# Bang Sai (1404)
Bang Sai (tiếng Thái: บางไทร) là một huyện (‘‘amphoe’’) ở phía nam của tỉnh Ayutthaya, miền trung Thái Lan. Có một huyện khác của tỉnh Ayutthaya có cùng tên Latin hóa là Bang Sai, nhưng viết theo chữ cái Thái khác.

## Lịch sử
Khwaeng Sena Noi được lập huyện năm 1898. Sau đó được đổi tên thành Ratchakhram năm 1923 theo tên tambon trung tâm. Năm 1925, văn phòng huyện được dời đến tambon Bang Sai, và tên này thành tên huyện vào năm 1939.

## Địa lý
Các huyện giáp ranh (từ phía bắc theo chiều kim đồng hồ) là Bang Ban, Phra Nakhon Si Ayutthaya, Bang Pa-in của tỉnh Ayutthaya, Sam Khok của tỉnh Pathum Thani, và Lat Bua Luang và Sena của tỉnh Ayutthaya.

## Administration
Huyện này được chia thành 23 phó huyện (tambon).
| 1.  | Bang Sai         | บางไทร     |  |
| 2.  | Bang Phli        | บางพลี      |  |
| 3.  | Sanam Chai       | สนามชัย     |  |
| 4.  | Ban Paeng        | บ้านแป้ง     |  |
| 5.  | Na Mai           | หน้าไม้      |  |
| 6.  | Bang Yi Tho      | บางยี่โท     |  |
| 7.  | Khae Ok          | แคออก      |  |
| 8.  | Khae Tok         | แคตก       |  |
| 9.  | Chang Lek        | ช่างเหล็ก    |  |
| 10. | Krachaeng        | กระแชง     |  |
| 11. | Ban Klueng       | บ้านกลึง     |  |
| 12. | Chang Noi        | ช้างน้อย     |  |
| 13. | Homok            | ห่อหมก      |  |
| 14. | Phai Phra        | ไผ่พระ      |  |
| 15. | Kok Kaeo Burapha | กกแก้วบูรพา  |  |
| 16. | Mai Tra          | ไม้ตรา      |  |
| 17. | Ban Ma           | บ้านม้า      |  |
| 18. | Ban Ko           | บ้านเกาะ    |  |
| 19. | Ratchakhram      | ราชคราม    |  |
| 20. | Chang Yai        | ช้างใหญ่     |  |
| 21. | Pho Taeng        | โพแตง      |  |
| 22. | Chiang Rak Noi   | เชียงรากน้อย |  |
| 23. | Khok Chang       | โคกช้าง     |  |